# Fjällig gytterlav
Fjällig gytterlav (Vahliella leucophaea) är en lavart som först beskrevs av Vahl, och fick sitt nu gällande namn av Per Magnus Jørgensen. Fjällig gytterlav ingår i släktet Vahliella, ordningen Peltigerales, klassen Lecanoromycetes, divisionen sporsäcksvampar och riket svampar. Arten är reproducerande i Sverige.